# Liste des députés de l'Algérie française
 (mai 2025).
 (mai 2025).
Cet article présente la liste des députés élus en Algérie française. De 1848 à 1955, le territoire est subdivisé en trois départements. La partie méridionale, le Sahara français, est administrée par l'armée depuis la fin du XIXe siècle, et sous la haute autorité du gouverneur général de l'Algérie de 1902 à 1957, sous le nom de Territoires du Sud.
Entre 1955 et 1958, de nouveaux départements sont créés à partir des trois originaux. En 1957, les Territoires du Sud sont départementalisés avec la création du deux départements français du Sahara.

## Liste des députés d'Algériesous laCinquième République(1958-1962)

### Première législature(1958-1962)
Les 71 députés sont élus le 23 novembre et 30 novembre 1958. Leur mandat est effectif jusqu'au 3 juillet 1962. Au cours de l'année 1962, cinq députés ou anciens députés (Mohamed Cherif Benkeddache , Djillali Kaddari, Djilali Hakiki, Ahmed Aït-Ali, Mohamed Boudi) ayant soutenu l'union à la France décèdent.

#### Alger
Alger-ville
- Pierre Lagaillarde Non inscrit jusqu'au 05/05/1961
- Ahmed Djebbour Unité de la République
- Mourad Kaouah Unité de la République
- René Vinciguerra Unité de la République

Alger banlieue
- Marc Lauriol Unité de la République
- Nafissa Sid Cara Unité de la République jusqu'au 08/02/1959, puis Mustapha Chelha Union pour la nouvelle République à partir du 09/02/1959
- Robert Abdesselam Unité de la République
- Philippe Marçais Unité de la République

Blida
- Ali Guettaf Unité de la République
- Mohamed Laradji Unité de la République
- Louis Marquaire Unité de la République

#### Batna
- Ali Mallem Union pour la nouvelle République
- Noureddine Hassani Unité de la République
- Dominique Renucci Unité de la République
- Brahim Sahnouni Unité de la République

#### Bône
- Abdelbaki Chibi Non inscrit
- Mohammed Djouini Unité de la République
- Pierre Portolano Unité de la République
- Abdallah Tebib Unité de la République

#### Bougie
- Ahmed Boutalbi Unité de la République
- Mohamed Ihaddaden Unité de la République
- Hafid Maloum Unité de la République
- Maurice Molinet Unité de la République

#### Constantine
Constantine
- Abdelmadjid Benhacine Unité de la République
- Hachmi Boudjedir Unité de la République
- Belaïd Bouhadjera Unité de la République
- Edme Canat Unité de la République

Philippeville
- Léopold Morel jusqu'au 02/06/1959, puis Roger Roth Non inscrit à partir du 12/07/1959
- Mohamed Barboucha Non inscrit
- Mohamed Bedredine Unité de la République
- Mohamed Boulsane Non inscrit

#### Médéa
- Benalia Benelkadi Indépendants et paysans d'action sociale
- Makhlouf Gahlam Non inscrit
- Khaddour Messaoudi Non inscrit
- Pierre Vignau Non inscrit

#### Mostaganem
Mascara
- Cheikh Benssedick Unité de la République
- Kheira Bouabsa Unité de la République
- Armand Legroux Unité de la République
- Mohamed-Tahar Zeghouf Unité de la République

Mostaganem
- Mustapha Deramchi Unité de la République
- Pierre Puech-Samson Unité de la République

#### Oran
Oran-ville
- Henri Fouques-Duparc Union pour la nouvelle République
- François Lopez Union pour la nouvelle République
- René Mekki Union pour la nouvelle République

Oran-campagne
- Pierre Laffont Unité de la République jusqu'au 17/05/1961
- Mohamed-Kébir Békri Unité de la République
- Djelloul Berrouaïne Unité de la République
- Chérif Sid Cara Unité de la République

#### Orléansville
- Mohamed Agha-mir Unité de la République
- Étienne Arnulf Unité de la République
- Mohamed Baouya Unité de la République
- Saïd Boualam Unité de la République

#### Sétif
- William Widenlocher Socialiste
- Ali Bendjelida Non inscrit
- Khelil Benhalla Union pour la nouvelle République
- Rebiha Khebtani Unité de la République

#### Tiaret
- Djillali Kaddari Unité de la République jusqu'au 16/02/1962 (décès) puis Abdelkader Benazzedine à partir du 17/02/1962
- Berrezoug Saïdi Unité de la République
- Xavier Salado Unité de la République

#### Tizi-Ouzou
- Ouali Azem Unité de la République
- Henri Colonna Unité de la République
- Ahcène Ioualalen Unité de la République
- Sadok Khorsi Non inscrit
- Ali Saadi Unité de la République

#### Tlemcen
- Slimane Belabed Union pour la nouvelle République
- Yvon Grasset Union pour la nouvelle République
- Abbès Moulessehoul Union pour la nouvelle République

#### Oasis (Sahara)
- Hamza Al-Sid-Boubakeur Non inscrit
- Mohamed Boudi Non inscrit
- Marcel Deviq Unité de la République

#### Saoura (Sahara)
- André Pigeot Unité de la République

## Liste des députés d'Algériesous laQuatrième République(1946-1958)

### IIIe législature (1956-1958)
Pas d'élections

### IIe législature (1951-1956)

#### Alger
- Ahmed Aït-Ali Mouvement républicain populaire
- Adolphe Aumeran Républicains indépendants
- Abderrahmane Bentounès Centre républicain d'action paysanne et sociale et des démocrates indépendants
- Georges Blachette Républicains indépendants
- Ali Ben Lakhdar Brahimi Socialiste
- Paulin Colonna d'Istria Rassemblement du peuple français jusqu'au 27/11/1951 puis Jacques Chevallier Républicains indépendants à partir du 27/01/1952
- Pierre Fayet Communiste
- Marcel Paternot Républicains indépendants
- Marcel Ribère Rassemblement du peuple français
- Menouar Saïah Républicain radical et radical-socialiste
- Amar Smaïl Républicain radical et radical-socialiste

#### Constantine
- Allaoua Ben Aly Chérif Mouvement républicain populaire
- Mostefa Benbahmed Socialiste
- Mohamed Bendjelloul Rassemblement du peuple français - ARS
- Mohamed Bengana Républicain radical et radical-socialiste
- Abdelkader Cadi Union démocratique et socialiste de la Résistance jusqu'au 02/01/1955 (décès)
- Ali Cadi Union démocratique et socialiste de la Résistance depuis le 13/03/1955 jusqu'au 08/11/1955
- Léon Haumesser Rassemblement du peuple français
- Youssef Kessous Républicains indépendants jusqu'au 01/06/1952 (décès)
- Amar Naroun Républicains indépendants depuis le 13/07/1952
- René Mayer Républicain radical et radical-socialiste
- Abdelmadjid Ourabah Républicain radical et radical-socialiste
- Paul Pantaloni Républicains indépendants
- Jules Valle Français indépendants

#### Oran
- Henri Fouques-Duparc Rassemblement du peuple français
- Djilali Hakiki Républicain radical et radical-socialiste
- Ahmed Mekki-Bezzeghoud Républicain radical et radical-socialiste jusqu'au 23/07/1953 (décès)
- Chérif Sid Cara Républicain radical et radical-socialiste depuis le 20/09/1953
- Djelloul Ould Kadi Union démocratique et socialiste de la Résistance
- François Quilici Républicains indépendants
- Maurice Rabier Socialiste
- Roger de Saivre Centre républicain d'action paysanne et sociale et des démocrates indépendants
- Alice Sportisse Gomez-Nadal Communiste

### Irelégislature (1946-1951)

#### Alger
- Adolphe Aumeran Républicains indépendants
- Mohamed Ben Kaddour Bentaïeb Mouvement républicain populaire
- Abderrahmane Bentounès Socialiste
- Fernand Chevalier Parti républicain de la liberté
- Jacques Chevallier Républicains indépendants jusqu'au 23 janvier 1951
- Maximilien Zigliara Républicain radical et radical-socialiste depuis le 17 mars 1951
- Pierre Fayet Communiste
- Mohamed Khider Triomphe des libertés démocratiques en Algérie
- Ahmed Mezerna Triomphe des libertés démocratiques en Algérie
- Auguste Rencurel Républicain radical et radical-socialiste
- Amar Smaïl Musulman indépendant pour la défense du fédéralisme algérien
- Paul Viard Mouvement républicain populaire

#### Constantine
- Jacques Augarde Mouvement républicain populaire
- Allaoua Ben Aly Chérif Musulman indépendant pour la défense du fédéralisme algérien
- Hachemi Benchennouf Musulman indépendant pour la défense du fédéralisme algérien jusqu'au 7 mai 1951
- Raoul Borra Socialiste
- Messaoud Hawes Boukadoum Triomphe des libertés démocratiques en Algérie
- Abdelkader Cadi Musulman indépendant pour la défense du fédéralisme algérien
- Jamel Derdour Triomphe des libertés démocratiques en Algérie
- Abderrahmane Djemad Communiste
- Mohamed Lamine Debaghine Triomphe des libertés démocratiques en Algérie
- René Mayer Républicain radical et radical-socialiste
- Paul Pantaloni Républicains indépendants

#### Oran
- Henri Jeanmot Républicain radical et radical-socialiste
- Ghalamallah Laribi Musulman indépendant pour la défense du fédéralisme algérien
- Ahmed Mekki-Bezzeghoud Musulman indépendant pour la défense du fédéralisme algérien
- Mohamed Mokhtari Communiste
- François Quilici Républicains indépendants
- Maurice Rabier Socialiste
- Charles Serre Mouvement républicain populaire
- Alice Sportisse Gomez-Nadal Communiste

## Liste des députés de l'Algériesous leGouvernement provisoire de la République française(1944-1946)

### 2e Assemblée nationale constituante (1946)

#### Alger
- Daoud Ben Saïd dit Mohand Achour Socialiste
- Mohamed Cherif Benkeddache Union démocratique du Manifeste algérien
- Abderrahmane Bentounès Socialiste
- Fernand Chevalier Parti républicain de la liberté
- Marius Dalloni Socialiste
- Pierre Fayet Communiste
- Auguste Rencurel Républicain radical et radical-socialiste
- Ahmed Saadane Union démocratique du Manifeste algérien
- Paul Viard Mouvement républicain populaire

#### Constantine
- Ferhat Abbas  Union démocratique du Manifeste algérien
- Abdesselam Benkhelil Union démocratique du Manifeste algérien
- Haoues Bey Lagoun Union démocratique du Manifeste algérien
- Raoul Borra Socialiste
- Chérif Hadj Saïd Union démocratique du Manifeste algérien
- René Mayer Républicain radical et radical-socialiste
- El Hadi Mostefaï Union démocratique du Manifeste algérien
- Paul Pantaloni Républicains indépendants
- Kaddour Sator Union démocratique du Manifeste algérien

#### Oran
- Kada Boutarène Union démocratique du Manifeste algérien
- Roger Catroux Parti républicain de la liberté
- Ahmed Francis Union démocratique du Manifeste algérien
- Marcel Gatuing Mouvement républicain populaire
- Abdelkader Mahdad Union démocratique du Manifeste algérien
- François Quilici Républicain d'action paysanne et sociale
- Maurice Rabier Socialiste
- Alice Sportisse Gomez-Nadal Communiste

### 1reAssemblée nationale constituante (1945-1946)

#### Alger
- Daoud Ben Saïd dit Mohand Achour Socialiste
- Bachir Ben Mohamed Abddelouahab Socialiste jusqu'au 19/02/1946 (démission)
- Abderrahmane Farès Socialiste depuis le 20/02/1946
- Abderrahmane Ben El Hadj Bouthiba Socialiste
- Pierre Fayet Communiste
- Amar Ouzegane Communiste
- Auguste Rencurel Républicain radical et radical-socialiste
- Marcel Ribère Mouvement républicain populaire
- Paul Tubert Républicains et Résistants
- Paul Viard Mouvement républicain populaire

#### Constantine
- Allaoua Ben Aly Chérif Musulman algérien
- Hachemi Benchennouf Musulman algérien
- Mohammed Saleh Bendjelloul Musulman algérien
- Raoul Borra Socialiste
- Mohamed Boumali Socialiste
- Mohamed Chouadria Communiste
- Paul Cuttoli Radical et radical-socialiste
- Léon Deyron Radical et radical-socialiste
- Smaïl Lakhdari Musulman algérien

#### Oran
- Mohammed Ben Kritly Musulman algérien jusqu'au 26/02/1946 (annulation)
- Kheladi Ben Miloud Musulman algérien jusqu'au 26/02/1946 (annulation)
- Omar Boukli-Hacène Musulman algérien jusqu'au 26/02/1946 (annulation)
- Marcel Gatuing Mouvement républicain populaire
- Camille Larribère Communiste
- François Quilici Paysan
- Maurice Rabier Socialiste
- Alice Sportisse Gomez-Nadal Communiste

## Liste des députés d'Algériesous laTroisième République(1870-1940)

### XVIe législature (1936-1940)
- Stanislas Devaud Républicains indépendants et d'action sociale
- Marius Dubois dit Marius-Dubois Socialiste
- René Enjalbert Gauche démocratique et radicale indépendante
- Henri Fiori Union socialiste et républicaine
- Jean-Marie Guastavino Républicain radical et radical-socialiste
- André Mallarmé Gauche démocratique et radicale indépendante jusqu'au 08/07/1939
- Émile Morinaud Gauche démocratique et radicale indépendante
- Marcel Régis Socialiste
- Paul Saurin Gauche démocratique et radicale indépendante
- Joseph Serda Gauche indépendante

### XVe législature (1932-1936)
- Henri Brière Centre républicain
- Jules Cuttoli Républicain radical et radical-socialiste
- Henri Fiori Parti républicain socialiste
- Jean-Marie Guastavino Gauche radicale
- André Mallarmé Gauche radicale
- Émile Morinaud Gauche radicale
- Michel Parès Fédération républicaine
- Pierre Roux-Freissineng Gauche radicale jusqu'au 23/01/1934, puis Paul Saurin Gauche radicale à partir du 08/04/1934
- Joseph Serda Gauche radicale
- Gaston Thomson Gauche radicale jusqu'au 14/05/1932 (décès)

### XIVe législature (1928-1932)
- Henri Brière Action démocratique et sociale
- Jules Cuttoli Républicain radical et radical-socialiste
- Raymond Laquière Action démocratique et sociale
- André Mallarmé Gauche radicale
- Jules Molle Action démocratique et sociale jusqu'au 08/01/1931 (décès), puis Michel Parès Union républicaine démocratique à partir du 22/03/1931
- Émile Morinaud Gauche sociale et radicale
- Gaston Eudoxe dit Ricci Action démocratique et sociale
- Pierre Roux-Freissineng Gauche radicale
- Gaston Thomson Gauche radicale

### XIIIe législature (1924-1928)
- Henri Fiori Républicain socialiste et socialiste français
- André Mallarmé Républicain socialiste et socialiste français
- Émile Morinaud Républicain socialiste et socialiste français
- Claude Petit Républicain socialiste et socialiste français
- Pierre Roux-Freissineng Gauche radicale
- Gaston Thomson Gauche radicale

### XIIe législature (1919-1924)
- Gabriel Abbo Républicain socialiste depuis le 01/11/1921
- Henri Fiori Républicain socialiste
- Eugène Lefebvre jusqu'au 02/07/1921 (décès)
- Émile Morinaud
- Claude Petit Républicain socialiste
- Pierre Roux-Freissineng Gauche radicale
- Gaston Thomson Républicains de gauche

### XIe législature (1914-1919)
- Émile Broussais Parti républicain radical et radical socialiste
- Paul Cuttoli Parti républicain radical et radical socialiste
- Eugène Étienne Républicains de gauche
- André-Paul Houbé Gauche démocratique
- Gaston Thomson Républicains de gauche
- César Trouin Parti républicain radical et radical socialiste

### Xe législature (1910-1914)
- Alger-2 : Émile Broussais Républicains radicaux-socialistes
- Alger-1 : Maurice Colin, Gauche démocratique jusqu'au 07/01/1912 (élu au Sénat), remplacé par André-Paul Houbé, Gauche démocratique, élu le 31/03/1912
- Constantine-1 : Paul Cuttoli Républicains radicaux-socialistes
- Oran-2 : Eugène Étienne Gauche démocratique
- Constantine-2 : Gaston Thomson, Gauche démocratique
- Oran-1 : César Trouin Républicains radicaux-socialistes

Sources : Journal Le Temps du 24 avril et du 8 mai 1910 sur Gallica - ,.

### IXe législature (1906-1910)
- Alger-2 : Émile Begey Union démocratique
- Alger-1 : Maurice Colin Union démocratique
- Constantine-1 : Paul Cuttoli Gauche démocratique
- Oran-2 : Eugène Étienne Union démocratique, Ministre de la Guerre
- Constantine-2 : Gaston Thomson Gauche démocratique, Ministre de la Marine
- Oran-1 : César Trouin Gauche radicale-socialiste

Sources : Journal Le Temps du 6 et du 22 mai 1906 sur Gallica - ,.

### VIIIe législature (1902-1906)
- Constantine-1 : Charles Albert Aubry , Républicain (Union démocratique), jusqu'au 19/01/1906 (élu sénateur, non remplacé)
- Alger-2 : Émile Begey, Républicain ministériel (Union démocratique)
- Alger-1 : Maurice Colin, Républicain ministériel (Union démocratique)
- Oran-2 : Eugène Étienne, Républicain ministériel (Union démocratique)
- Constantine-2 : Gaston Thomson, Républicain ministériel
- Oran-1 : César Trouin, Radical-socialiste

Source : journal Le Temps du 29 avril et du 13 mai 1902 sur Gallica,.

### VIIe législature (1898-1902)
- Alger-1 : Édouard Drumont, Antisémite
- Oran-2 : Eugène Étienne, Républicain
- Oran-1 : Firmin Faure, Révisionniste Antisémite
- Alger-2 : Charles Marchal, Radical  Antisémite
- Constantine-1 : Émile Morinaud, Radical Antisémite
- Constantine-2 : Gaston Thomson, Républicain

Source : journal Le Temps du 10 mai et du 24 mai 1898 sur Gallica,.

### VIe législature (1893-1898)
- Alger-2 : Charles Bourlier, Union républicaine
- Oran-2 : Eugène Étienne, Républicain
- Oran-1 : Marcel Saint-Germain, Républicain progressiste
- Alger-1 : Paul Samary Radical-socialiste
- Constantine-1 : Gaston Thomson, Républicain
- Constantine-2 : Dominique Forcioli, Radical

Source : journal Le Temps du 22 août et du 5 septembre 1893 sur Gallica,.

### Ve législature (1889-1893)
- Alger-2 : Charles Bourlier, Union républicaine
- Oran-2 : Eugène Étienne, Républicain
- Alger-1 : Alfred Letellier Gauche radicale
- Oran-1 : Marcel Saint-Germain Gauche progressiste
- Constantine-1 : Gaston Thomson, Républicain
- Constantine-2 : Dominique Forcioli, Radical, Socialiste et Révisionniste

Source : journal Le Temps du 24 septembre et du 8 octobre 1889 sur Gallica,.

### IVe législature (1885-1889)
- Charles Bourlier Union républicaine
- Eugène Étienne
- Alfred Letellier Union républicaine
- Camille Sabatier Gauche radicale
- Gaston Thomson Union républicaine
- Alcide Treille Union républicaine

### IIIe législature (1881-1885)
- Eugène Étienne
- Rémy Jacques Union républicaine jusqu'en 1882, puis Louis Dessoliers Gauche républicaine à partir du 05/03/1882
- Alfred Letellier Union républicaine
- Alexandre Mauguin Opportuniste
- Gaston Thomson Union républicaine
- Alcide Treille Union républicaine

### IIe législature (1877-1881)
- François Gastu Gauche républicaine
- Rémy Jacques Union républicaine
- Gaston Thomson Union républicaine

### Ire législature (1876-1877)
- François Gastu Gauche républicaine
- Rémy Jacques Union républicaine
- Alexis Lambert Gauche républicaine jusqu'au 22/01/1877 (décès), puis Gaston Thomson Union républicaine à partir du 23/04/1877

## Liste des députés d'Algérie sous l'Assemblée nationale (1871-1876)
- Claude Colas Union républicaine jusqu'en 1875
- Rémy Jacques Union républicaine depuis le 09/07/1871, puis Auguste Warnier Gauche républicaine à partir du 11/07/1871 jusqu'au 15/03/1875 (décès)
- Alexis Lambert Gauche républicaine
- Marcel Lucet Gauche républicaine
- Romuald Vuillermoz Union républicaine jusqu'au 01/08/1872, puis Adolphe Crémieux Union républicaine à partir du 29/10/1872 jusqu'au 15/12/1875

## Second Empire
Pas de députés.

## Liste des députés d'Algériesous laDeuxième République(1848-1852)

### Assemblée nationale législative (1849-1851)
- Émile Barrault Républicain de gauche et saint-simonien
- Henry Didier Gauche
- Alexandre Polangie de Rancé Droite

### Assemblée nationale constituante (1848-1849)
- Ferdinand Barrot Droite depuis le 18/06/1848
- Henry Didier Gauche
- Louis Leblanc de Prébois Républicain modéré
- Alexandre Polangie de Rancé Droite